# Kim Bugjom
Kim Bugjom (koreaiul: 김부겸; hanja: 金富謙; RR: Kim Bugyeom; született 1958. január 21-én) dél-koreai aktivista és politikus, 2021. május 14-től 2022. május 10-ig Mun Dzsein alatt Dél-Korea miniszterelnöke. 
Korábban 2017 és 2019 között belügyminiszter és biztonsági miniszter volt. A Demokratikus Összefogás Pártjának tagja, 2016 és 2020 között a nemzetgyűlés képviselője is volt a Suseong 1. választókerületben. 2000 és 2012 között korábban Gunpo képviselője volt, előbb a Nagy Nemzeti Párt (NNP), majd 2003-tól a liberális Uri Párt és utódai színeiben. A 2016-os daegui parlamenti választásokon Kim 62,5 százalékos fölénnyel győzte le Saenuri ellenfelét, Kim Mun Szót, ezzel 1985 óta először fordult elő, hogy liberális párt képviselőjét megválasztották a városban. 2014-ben a helyi választásokon Kim korábban már indult Daegu polgármesteri székéért, és a szavazatok 40 százalékát szerezte meg, ami akkoriban szokatlanul nagy aránynak számított a konzervatív fellegvárban. Kim 2014-ben kijelentette, hogy reméli, hogy "le tudja győzni a regionalizmus akadályát".

## Családja és tanulmányai
Ő a legidősebb Kim Young-ryong és Cha Sook-hui egy fia és három lánya közül. Édesapja, Kim Young-ryong mindössze 19 éves volt, amikor Kim Bugjom megszületett. Az apja, Kim Young-ryong mindössze 19 éves volt, amikor Kim Boo-kyum megszületett. Az apja, Kim Young-ryong, a legidősebb fiú.
Kim 1976-ban felvételt nyert a Szöuli Nemzeti Egyetemre politológia szakra, de 1977-ben kizárták, mert részt vett a Jusin alkotmány elleni tüntetéseken, majd 1980-ban újra felvették és ismét kizárták a hadiállapot megsértése miatt. Később másodszor is visszavették, és 1987-ben megkapta a diplomáját.

## Politikai karrier

### Korai politikai karrier
Kim 1988-ban a balközép Hankyoreh Demokratikus Párt (HDP) egyik alapítójaként lépett be a politikába. 1988-ban a HDP jelöltjeként indult az 1988-as választásokon a Dongjak 1. választókerületben, de veszített. Egyetlen jelöltet sem választottak meg, kivéve Park Hyung-oh-t, aki Shinanért indult, aki az előzetes megállapodás miatt azonnal csatlakozott a Béke Demokrata Párthoz (BDP). A HDP-t később törölték.
A HDP törlését követően Kim csatlakozott a Kim Dae-jung által 1991-ben alapított Demokrata Párthoz. Szándékában állt indulni az 1992-es választásokon, de nem tudott jelöltként indulni A párt helyettes szóvivőjeként szolgált, azonban november 18-án letartóztatták, miután kiderült, hogy Kim 5 000 000 won pénzt kapott egy Lee Seon-shil nevű észak-koreai kémtől az 1988-as választások során. Park Jie-won, az akkori vezető helyettes szóvivő szerint Kim az anyósán keresztül vette kölcsön a pénzt Lee-től, de a választások után visszafizette. 1988-ban Kim nem állt kapcsolatban a pártjával; azt is elmondták neki, hogy Kim nem is tudta, hogy Lee kém volt.

## Miniszterelnök (2021–2022)

### Jelölés
Mivel a korábbi miniszterelnöknek, Csung Sye-kyun Csungnak szándékában állt indulni a 2022-es elnökválasztáson, le kellett volna mondania, de kezdetben még fontolgatta, hogy mikor mond le. Több újság is arról számolt be, hogy a 2021. április 7-i időközi választások után lemond. Annak ellenére, hogy Moon Jae-in elnök a hírek szerint női miniszterelnököt preferál, Kimet a lehetséges jelöltek között tartották számon a posztra.
Április 15-én Chung hivatalosan benyújtotta lemondását Moon Jae-in-nek, amit másnap el is fogadtak, ugyanezen a napon Kimet nevezték ki új miniszterelnöknek, Chung utódjául, mivel a Demokrata Párt "kisebbségéhez" sorolják, kinevezését a 2021-es időközi választásokon súlyos vereséggel fenyegető párt megújítását célzó lépésnek tekintették.
Május 13-án a 176 képviselőből 168-an szavaztak Kim miniszterelnöki kinevezése mellett Másnap a szöuli központi kormányzati komplexumban letette a miniszterelnöki esküt.

## Politikai álláspontok
Kimet centristának tartják. A Nagy Nemzeti Párt tagjaként reformokat sürgetett a pártban, és amikor 2003-ban kilépett a pártból, arra hivatkozott, hogy "egyesíteni kell a nemzetet ... és ki kell gyomlálni a regionalizmust". Egy 2008-as amerikai U.S. WikiLeaks által közzétett diplomáciai távirat "észszerű, progresszív törvényhozóként" jellemezte Kimet, aki "centrista platformot" képvisel, és 2012-ben a Demokratikus Egyesült Párt Legfelsőbb Tanácsának tagjaként megvédte a párt centrista tagjait a leváltástól. Kommentátorok Kimet a 2017-es elnökválasztás potenciális jelöltjének nevezték.

## Magánélet
Kim lánya, Yoon Se-in (született Kim Ji-su) televíziós színésznő. Yoon kampányolt Kim mellett a 2012-es parlamenti választásokon és a 2014-es polgármesteri versenyben, de 2016-ban nem tudott.

## Fordítás
Ez a szócikk részben vagy egészben  a   Kim Boo-kyum című angol Wikipédia-szócikk fordításán alapul.  Az eredeti cikk szerkesztőit annak laptörténete sorolja fel. Ez a jelzés csupán a megfogalmazás eredetét és a szerzői jogokat jelzi, nem szolgál a cikkben szereplő információk forrásmegjelöléseként.